# Deron Williams
Deron Michael Williams (Parkersburg (Virgínia de l'Oest), 26 de juny de 1984), és un jugador de bàsquet estatunidenc. Mesura 1,91 metres i juga en la posició de base.
Ha jugat als Utah Jazz, als Brooklyn Nets i als Dallas Mavericks. El febrer de 2017 es va incorporar als Cleveland Cavaliers.